# 蘇霍斯塔夫
49°9′19″N 25°51′2″E / 49.15528°N 25.85056°E

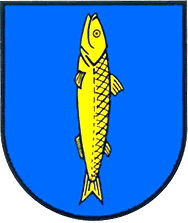

蘇霍斯塔夫（烏克蘭語：Сухостав）是位於烏克蘭西部特諾皮爾州裏喬爾特基夫區的村莊，處於尼奇拉瓦河畔，距離科佩欽齊5.5公里，始建於1553年，面積2.81平方公里，2025年人口908。